# 1920 Sarmiento
1920 Sarmiento eller 1971 VO är en asteroid i huvudbältet som upptäcktes den 11 november 1971 av den amerikanska astronomen James B. Gibson och den argentinske astronomen Carlos U. Cesco vid Leoncito Astronomical Complex. Den har fått sitt namn efter den argentinaren Domingo F. Sarmiento.
Asteroiden har en diameter på ungefär 2 kilometer och den tillhör asteroidgruppen Hungaria.